# سيسافانغ فونغ

سيسافانغ فونغ أو الأمير خاو (باللاوية:ເຈົ້າມະຫາຊີວິດສີສະຫວ່າງວົງ) من مواليد 14 يوليو 1885م، وتوفي بتاريخ 29 أكتوبر 1959م، وقد حكم مملكة لاوس خلال فترة بدايته للحكم بتاريخ 28 أبريل 1945م حتى وفاته عام 1959م.
وُلِد الأمير خاو في القصر الذهبي في لوانغ برابانغ أثناء حكم والده تحت السلطة الاستعمارية الفرنسية، ووسّع حكمه ليشمل ممالك لاوس الأخرى وبنى قصرًا ملكيًا جديدًا أثناء حكمه للوانغ برابانغ. حكم لفترة وجيزة كملك لدولة لوانغ برابانغ العميلة اليابانية في أواخر عام 1945، ولكن تم خلعه من قبل لاو إيسارا بسبب موقفه المؤيد للفرنسيين. أعاد الفرنسيون تعيينه ملكًا في وقت لاحق في عام 1946، مما يمثل المرة الأولى منذ ما يقرب من 250 عامًا التي يحكم فيها ملك لاوسي لاوس بأكملها. 

## روابط خارجية
- سيسافانغ فونغ على موقع مونزينجر (الألمانية)